# Porsche 911 Carrera RSR
Porsche 911 Carrera RSR är en sportvagn, tillverkad av den tyska biltillverkaren Porsche mellan 1973 och 1975.

## Bakgrund
FIA hade startat ett europamästerskap för GT-bilar 1972. För sina privata kunder byggde Porsche en homologeringsversion av 911:an, kallad Carrera RS.

## Utveckling

### RSR 2.8
Till säsongen 1973 stod tävlingsbilen Carrera RSR klar, avsedd för grupp 4-tävlingar. Den skiljde sig utvändigt från produktionsbilen genom sina breda hjul på Fuchsfälgar och oljekylaren under främre stötfångaren. För att spara vikt var många av de yttre karosspanelerna gjorda i glasfiberarmerad plast och rutglasen var utbytta mot plexiglas. Motorn var något större och hade dubbeltändning. Torsionsstavarna hade ersatts av fjäder/dämpar-enheter av racingtyp och bromsarna kom från 917-modellen. Trots att bilen mötte betydligt större bilar, som Ferrari Daytona och De Tomaso Pantera, var det oftast 911:ans legendariska tillförlitlighet som fällde avgörandet till slut.

### RSR 3.0
1974 fick bilen en större motor på tre liter. Dessutom monterades ännu bredare hjul.

### RSR Turbo
Genom tävlingarna med 917-modellen i nordamerikanska Can-Am hade Porsche skaffat erfarenheter av turboladdning. Fabriken byggde fyra RSR-bilar med turbomotor och tävlade med dessa i prototypklassen under 1974, som ett test av den kommande 935:an. Med en volymkoefficient på 1,4 för överladdade motorer minskades slagvolymen till 2,1 liter för att passa i trelitersklassen. Hela bakpartiet byggdes om med en hjälpram för att bära upp motorn och hjulupphängningen med dess breda hjul och karossen fick en enorm spoilervinge.

## Tekniska data
| Tekniska data           | RSR 2.8                                                              | RSR 3.0                                                              | RSR Turbo                                                            |
| ----------------------- | -------------------------------------------------------------------- | -------------------------------------------------------------------- | -------------------------------------------------------------------- |
| Motor:                  | 6-cylindrig boxermotor                                               | 6-cylindrig boxermotor                                               | 6-cylindrig boxermotor med turbo                                     |
| Kylning:                | Luftkylning                                                          | Luftkylning                                                          | Luftkylning                                                          |
| Cylindervolym:          | 2808 cm³                                                             | 2992 cm³                                                             | 2143 cm³                                                             |
| Borrning x slaglängd:   | 92,0 x 70,4 mm                                                       | 95,0 x 70,4 mm                                                       | 83,0 x 66,0 mm                                                       |
| Max effekt vid varvtal: | 308 hk vid 8 000 v/min                                               | 330 hk vid 8 000 v/min                                               | 450 hk vid 8 000 v/min                                               |
| Kompression:            | 10,5 : 1                                                             | 10,5 : 1                                                             | 6,5 : 1                                                              |
| Ventilstyrning:         | Enkla överliggande kamaxlar per cylinderrad, 2 ventiler per cylinder | Enkla överliggande kamaxlar per cylinderrad, 2 ventiler per cylinder | Enkla överliggande kamaxlar per cylinderrad, 2 ventiler per cylinder |
| Bränslesystem:          | Bosch bränsleinsprutning                                             | Bosch bränsleinsprutning                                             | Bosch bränsleinsprutning                                             |
| Kraftöverföring:        | 5-växlad växellåda, bakhjulsdrift                                    | 5-växlad växellåda, bakhjulsdrift                                    | 5-växlad växellåda, bakhjulsdrift                                    |
| Hjulupphängning fram:   | Undre tvärlänkar, stötdämparben, skruvfjädrar                        | Undre tvärlänkar, stötdämparben, skruvfjädrar                        | Undre tvärlänkar, stötdämparben, skruvfjädrar                        |
| Hjulupphängning bak:    | Fyrledad drivaxel, snett bakåtriktade triangellänkar, skruvfjädrar   | Fyrledad drivaxel, snett bakåtriktade triangellänkar, skruvfjädrar   | Fyrledad drivaxel, snett bakåtriktade triangellänkar, skruvfjädrar   |
| Bromsar:                | Ventilerade skivbromsar                                              | Ventilerade skivbromsar                                              | Ventilerade skivbromsar                                              |
| Chassi & kaross:        | Självbärande stålkaross med fast bakspoiler                          | Självbärande stålkaross med fast bakspoiler                          | Självbärande stålkaross med fast bakspoiler                          |
| Hjulbas:                | 2271 mm                                                              | 2271 mm                                                              | 2271 mm                                                              |
| Torrvikt:               | 900 kg                                                               | 900 kg                                                               | 820 kg                                                               |
| Toppfart:               | 280 km/h                                                             | 280 km/h                                                             | 300 km/h                                                             |

## Tävlingsresultat

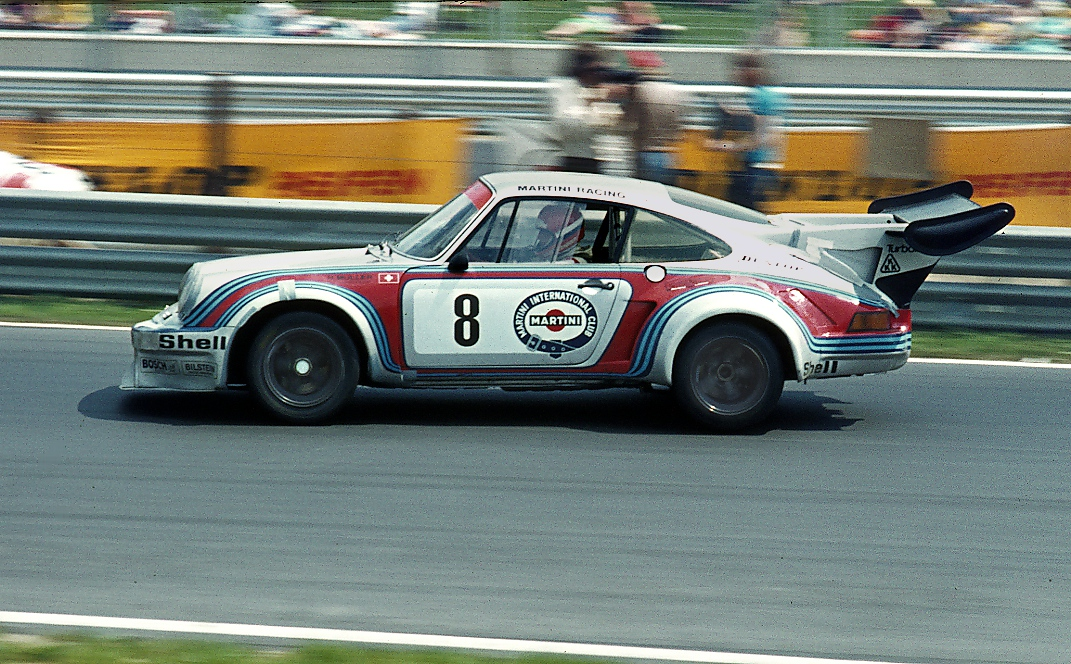
Gijs van Lennep i en RSR Turbo på Nürburgring 1974.

RSR-modellen dominerade GT-EM helt under perioden 1973 till 1975. I Nordamerika vann Peter Gregg IMSA GT Championship tre år i rad och Trans-Am Series två år i rad under samma period.
Bilen vann även två tävlingar i sportvagns-VM säsongen 1973. Peter Gregg och Hurley Haywood vann Daytona 24-timmars, medan Herbert Müller och Gijs van Lennep tog hem segern i det sista Targa Florio-loppet som kördes med VM-status.

## Tillverkning
| Modell    | Antal |
| --------- | ----- |
| RSR 2.8   | 49    |
| RSR 3.0   | 65    |
| RSR Turbo | 4     |